# Семейка Крудс: Новоселье
«Семейка Крудс: Новоселье» (англ. The Croods: A New Age) — полнометражный анимационный фильм производства студии DreamWorks Animation, продолжение мультфильма «Семейка Крудс», фильм снят режиссёром Джоэлом Кроуфордом по сценарию Дэна Хейгмена, Кевина Хейгмена, Пола Фишера и Боба Логана. В главных ролях вернулись голоса Николаса Кейджа, Эммы Стоун, Райана Рейнольдса, Кэтрин Кинер, Кларка Дюка и Клорис Личман, а также новые актёры, включая Питера Динклейджа, Лесли Манн и Келли Мари Тран. В России премьера состоялась 24 декабря 2020 года.

## Сюжет
Крудсам нужно найти новое жильё. Итак, первая доисторическая семья отправляется в мир в поисках более безопасного места, которое можно назвать домом. Когда они обнаруживают идиллический рай, окруженный стеной, который удовлетворяет все их потребности, они думают, что их проблемы решены… за исключением одной вещи. Там уже живёт другая семья Беттерманы (это значит «лучшие люди», как говорят они сами).
С их тщательно продуманными домиками на деревьях, удивительными изобретениями и орошаемыми акрами свежих продуктов Беттерманы находятся на пару ступеней выше Крудсов по цивилизованности. Когда они принимают Крудсов в качестве первых гостей в мире, вскоре между пещерной и современной семьями обостряется напряженность. Беттерманы хотят, чтобы Малой остался с ними, а Крудсы вернулись без него в мир дикой природы. В уютном раю есть только одно правило — не есть бананы, которое Груг нарушает. Выясняется, что для создания идиллии Фил Беттерман отвел воду из далекого водопада, но после этого вынужден платить дань бананами неведомому зверю. Так как бананов в этот раз нет, зверь — маленькие обезьяны — ломают стену и похищают их. Оказывается, Ба была вождем женщин-воительниц "Грозных Сестёр "в молодости. У неё есть личный шпион и разведчик: животное, которое имитирует её прическу (сама Ба давно облысела). Ба выясняет с его помощью, куда унесли Груга, Фила и Малого. Женщины и Тунк под предводительством Ба отправляются на выручку. Благодаря Заре к ним присоединяются волко-пауки.
Обезьяны рассказывают, что когда-то они жили в развитом обществе, пока по непонятной причине не пропала вода, что привело к упадку. Маленькие обезьяны были вынуждены платить дань гигантской обезьяне. Из-за отсутствия урожая они стали забирать фрукты за стеной у Беттерманов. В этот раз бананов не-было, и мужчин заворачивают в виде бананов для жертвоприношения. Появляются женщины и Тунк на волко-пауках, и после длительной схватки одолевают гигантскую Обезьяну. Беттерманы, Крудсы и маленькие обезьяны живут вместе, теперь уже без стены. Гип и Малой поселились в отдельной хижине, а Сэнди произнесла первое слово.

## В ролях
| Персонаж       | Оригинальная озвучка |
| -------------- | -------------------- |
| Груг           | Николас Кейдж        |
| Малой          | Райан Рейнольдс      |
| Гип            | Эмма Стоун           |
| Угга           | Кэтрин Кинер         |
| Тунк           | Кларк Дьюк           |
| Ба             | Клорис Личмен        |
| Сэнди          | Томас Рэнди          |
| Фил Беттерман  | Питер Динклэйдж      |
| Надя Беттерман | Лесли Манн           |
| Заря Беттерман | Келли Мэри Трэн      |
| Молодой Малой  | Гэбриел Джек         |
| Мама Малого    | Мелисса Дисней       |
| Папа Малого    | Джоэль Кроуфорд      |

## Производство

### Разработка
В апреле 2013 года DreamWorks анонсировала сиквел мультфильма «Семейка Крудс», с Крисом Сандерсом и Кирком Демикко в качестве режиссёров. По словам ДеМикко, сиквел будет сосредоточен на Угге и материнстве, что сделает её «первой главой Общества», расширяя первый фильм, который, по его словам, посвящен «последней главе пещерного человека».
12 июня 2014 года было объявлено, что сиквел выйдет 3 ноября 2017 года. 21 августа 2014 года фильм был перенесен на 22 декабря 2017 года. 9 августа 2016 года NBCUniversal и компания Comcast объявили о предстоящем приобретении DreamWorks Animation, 20th Century Fox убрал фильм из графика выпуска. Вместо этого фильм должен был быть выпущен компанией Universal Pictures приблизительно в 2018 году. 23 августа 2016 года сообщалось, что для переписывания сценария были наняты сценаристы фильмов «Лего. Фильм» и «Монстры на каникулах» Кевин и Дэн Хейгмен.
11 ноября 2016 года DreamWorks объявила, что производство сиквела было отменено. Согласно сообщениям, были сомнения относительно продолжения работы над проектом до приобретения DreamWorks компанией Universal, и сами DreamWorks решили отменить фильм. Однако в сентябре 2017 года DreamWorks и Universal сообщили, что фильм вернулся в производство с датой выхода, запланированной на 18 сентября 2020 года. Однако и ДеМикко, и Сандерс, режиссёры первого фильма, не вернутся, так как ДеМикко режиссирует мультфильм «Виво» для Sony Pictures Animation, а Сандерс дебютировал в качестве режиссёра в фильме «Зов предков» с Харрисоном Фордом в главной роли. В октябре 2017 года сообщалось, что Джоэл Кроуфорд заменит ДеМикко и Сандерса на посту режиссёра, а Марк Свифт приступит к продюсированию.
Из-за пандемии COVID-19 производство мультфильма перешло к людям, работающим дома.

### Актёрский состав
В сентябре 2013 года было подтверждено, что Николас Кейдж, Эмма Стоун и Райан Рейнольдс повторят свои роли Груга, Гип и Малого из первого фильма. В мае 2015 года к актёрскому составу присоединились Лесли Манн и Кэт Деннингс. Манн одолжила бы свой голос высококлассной матери конкурирующей семьи по имени Нади Беттерман, в то время как Деннингс была настроена озвучить её дочь Зарю, также сообщается, что Кэтрин Кинер и Кларк Дюк повторяют свои роли Угги и Тунка. В сентябре 2017 года было подтверждено, что первоначальные актёры будут повторять свои роли. В октябре 2018 года Питер Динклэйдж присоединился к актёрскому составу, чтобы озвучить персонажа Фила Беттермана. В октябре 2019 года DreamWorks сообщила, что Келли Мари Тран заменила Деннингс.

### Музыка
В сентябре 2020 года было объявлено, что композитор Марк Мазерсбо сочинил музыку для сиквела, заменив Алана Сильвестри. Джек Блэк и Tenacious D также исполнили кавер-версию песни «I Think I Love You». Джек Блэк и Haim также исполнили песню «We Are Here Together».

## Выпуск
«Семейка Крудс: Новоселье» была выпущена в США 25 ноября 2020 года компанией Universal Studios. Ранее планировалось, что он выйдет 3 ноября 2017 года, 22 декабря 2017 года, 18 сентября 2020 года и 23 декабря 2020 года в США. Позже он был перенесён на свою текущую дату выпуска.

### Домашний медиа-релиз
«Семейка Крудс: Новоселье» планируется выпуститься компанией Universal Pictures Home Entertainment на Digital HD, DVD, Blu-ray и Ultra HD в 2021 году. Все релизы включают в себя короткометражный фильм «To: Gerard» и удаленные сцены из фильма.

## Прием

### Кассовые сборы
В первый же день фильм собрал 1,85 миллиона долларов в 2211 кинотеатрах.

### Критика
Фильм был в целом положительно принят критиками, на сайте агрегаторе Rotten Tomatoes рейтинг у фильма 77 %